# Robert Mühren
Robert Mühren (Purmerend, 18 maggio 1989) è un calciatore olandese, attaccante del Volendam.

## Carriera

### Club

#### AZ Alkmaar
Dopo aver segnato molti gol in 4 anni al Volendam, il 27 agosto 2014 viene venduto all'AZ Alkmaar per 300.000 euro. Debutta in Eredivisie tre giorni più tardi nella vittoria per 1-3 contro il Dordrecht. Segna il suo primo gol il 5 ottobre nel 2-2 contro il Twente.

#### Zulte Waregem e vari prestiti
Trovando poca continuità, nel gennaio del 2017 viene ceduto al Zulte Waregem che in estate lo manderà in prestito prima allo Sparta Rotterdam e poi al NAC Breda: retrocederà in entrambe le esperienze segnando solo 7 reti in Eredivisie. Nel 2019 passa in prestito al Cambuur con il quale due anni dopo conquisterà la promozione in massima serie a suon di gol (38 in 37 partite con 12 assist)

#### Ritorno al Volendam
Nel 2021 torna al Volendam contribuendo con 29 reti alla promozione in Eredivisie come secondi classificati in Eerste Divisie dietro all’Emmen.

## Palmarès

### Club

#### Competizioni nazionali
- Coppa del Belgio: 1

Zulte Waregem: 2016-2017
- Eerste Divisie: 2

Cambuur: 2020-2021
Volendam: 2024-2025

### Individuale
- Capocannoniere della Eerste Divisie: 2

2019-2020 (26 reti), 2020-2021 (38 reti)